# Марленго
Марленго (Марлинг, итал. Marlengo, нем. Marling) — коммуна в Италии, располагается в регионе Трентино — Альто-Адидже, в провинции Больцано.
Население составляет 2191 человек, плотность населения составляет 183 чел./км². Занимает площадь 12 км². Почтовый индекс — 39020. Телефонный код — 0473.
Покровительницей коммуны почитается Пресвятая Богородица. Её Успение ежегодно празднуется 15 августа.
Австрийский поэт Эмиль Ку написал стихотворение «Колокола Марлинга», которое в 1874 году положил на музыку Ференц Лист.

## Города-побратимы
- Гельнхаузен, Германия
- Кальс-ам-Гросглоккнер, Австрия